# Karolína Muchová
Karolína Muchová (* 21. August 1996 in Olmütz) ist eine tschechische Tennisspielerin.

## Karriere
Muchová, deren Vater Josef Mucha für die Fußballmannschaft von SK Sigma Olmütz auflief, begann im Alter von sieben Jahren mit dem Tennisspielen. 2012 debütierte sie auf dem ITF Women’s Circuit und gewann 2014 ihren ersten Profititel. 2016 erreichte sie in Essen das Finale eines ITF-Turniers der $60.000-Kategorie und trat daraufhin bei den US Open erstmals in der Qualifikation eines Grand-Slam-Turniers an, wobei sie in der ersten Runde scheiterte.
Im Jahr darauf stand Muchová vor heimischer Kulisse in Prag zunächst im Finale eines Turniers der $80.000-Kategorie, das sie gegen ihre Landsfrau Markéta Vondroušová verlor, bevor sie in Seoul zum ersten Mal die Qualifikation für das Hauptfeld eines WTA-Turniers überstand; in der ersten Runde unterlag sie dort Priscilla Hon in drei Sätzen. 2018 erreichte Muchová drei weitere Finals auf der ITF-Tour, zunächst beim $25.000-Turnier in Altenkirchen, dann beim $60.000-Turnier in Croissy-Beaubourg und schließlich bei ihrem Heimturnier in Olmütz der $80.000-Kategorie, die sie allesamt verlor. Bei den US Open machte sie dann zum ersten Mal international auf sich aufmerksam, als sie sich bei ihrer ersten erfolgreichen Qualifikation für das Hauptfeld eines Grand-Slam-Turniers nach Siegen gegen Dajana Jastremska und Garbiñe Muguruza auf Anhieb in die dritte Runde kam, in der sie sich erst Ashleigh Barty geschlagen geben musste.
2019 glückte Muchová der internationale Durchbruch. Nachdem sie zum Saisonbeginn in Doha aus der Qualifikation kommend ins Viertelfinale vorgerückt war und damit die Top 100 der Tennisweltrangliste erreicht hatte, stand sie in Prag in ihrem ersten Finale auf der WTA Tour, das sie gegen Jil Teichmann verlor. Ihren bis dahin größten Karriereerfolg errang sie anschließend in Wimbledon, wo sie nach einem 13:11-Sieg in der Verlängerung des dritten Satzes gegen ihre Landsfrau Karolína Plíšková, ihrem ersten Erfolg gegen eine Top-10-Spielerin überhaupt, ins Viertelfinale einzog; in der Runde der letzten Acht verlor sie gegen Elina Switolina. Im Anschluss an eine weitere Drittrundenteilnahme bei den US Open, bei der sie sich Serena Williams geschlagen geben musste, konnte Muchová in Seoul nach einem Finalerfolg über Magda Linette ihren ersten WTA-Titel feiern. Durch das Erreichen des Halbfinals beim Kremlin Cup in Moskau, in dem sie Anastassija Pawljutschenkowa unterlag, qualifizierte sie sich erstmals für die WTA Elite Trophy 2019 in Zhuhai. Dort kam sie nach zwei Siegen in der Gruppenphase gegen Alison Riske und Sofia Kenin ins Halbfinale, in dem sie von der späteren Siegerin Aryna Sabalenka geschlagen wurde. Aus der coronabedingten Saisonunterbrechung 2020, meldete sich Muchová mit dem erstmaligen Einzug in das Achtelfinale der US Open zurück, in dem sie sich der späteren Finalistin Wiktoryja Asaranka geschlagen geben musste.
Nach einer Viertelfinalteilnahme bei der Gippsland Trophy 2021, erreichte Muchová bei den Australian Open 2021 erstmals das Halbfinale eines Grand-Slam-Turniers und setzte sich dabei unter anderem gegen Karolína Plíšková in der dritten Runde und Elise Mertens im Achtelfinale durch, bevor sie im Viertelfinale die Weltranglisten-Erste Ashleigh Barty bezwang. In der Runde der letzten Vier unterlag sie dann Jennifer Brady. Nach dem Turnier verriet Muchová, dass sie den Großteil des Wettbewerbs mit einem Bauchmuskelriss bestritten hatte und deshalb einige Wochen ausfallen werde. Beim WTA 1000-Turnier in Madrid erreichte sie dann nach Siegen über Naomi Ōsaka und Maria Sakkari das Viertelfinale, in dem sie gegen Anastassija Pawljutschenkowa verlor. Dennoch erzielte sie im Anschluss mit Platz 19 ihre bis dahin beste Weltranglistenposition.
In Wimbledon kam Muchová wie auch schon 2020 ins Viertelfinale, nachdem sie in der vierten Runde Paula Badosa besiegt hatte. Dort musste sie sich allerdings Angelique Kerber geschlagen geben. Bei den US Open scheiterte sie dann schon in der Auftaktrunde und beendete daraufhin wegen anhaltender Bauchmuskelbeschwerden die Saison. Aufgrund dieser Verletzung, die sie sich zum Anfang des vorangegangenen Jahres zuzog, konnte Muchová auch bei den Australian Open 2022 nicht antreten und fiel in der Weltrangliste weit zurück.
Das Jahr 2023 brachte Muchová bedeutende Erfolge. Sie erreichte das Finale von French Open, welches sie jedoch gegen Iga Świątek in drei Sätzen verlor. Bei den US Open stand sie zum 1. September 2023 bereits im Achtelfinale. Zum 21. August 2023 wurde sie als Nr. 10. der Weltrangliste geführt.
2019 debütierte sie beim 4:0-Playoffsieg gegen Kanada im Einzel für die tschechische Fed-Cup-Mannschaft und gewann dort ihre Partie gegen Rebecca Marino.

## Turniersiege

### Einzel
| Nr. | Datum              | Turnier           | Kategorie         | Belag     | Finalgegnerin         | Ergebnis |
| --- | ------------------ | ----------------- | ----------------- | --------- | --------------------- | -------- |
| 1.  | 28. Juli 2014      | Michalovce        | ITF $10.000       | Sand      | Jana Jablonovská      | 6:3, 6:1 |
| 2.  | 27. März 2016      | Scharm el-Scheich | ITF $10.000       | Hartplatz | Anastassija Komardina | 6:0, 6:2 |
| 3.  | 22. September 2019 | Seoul             | WTA International | Hartplatz | Magda Linette         | 6:1, 6:1 |

### Doppel
| Nr. | Datum              | Turnier             | Kategorie   | Belag | Partnerin        | Finalgegnerinnen                 | Ergebnis  |
| --- | ------------------ | ------------------- | ----------- | ----- | ---------------- | -------------------------------- | --------- |
| 1.  | 15. September 2014 | Hluboká nad Vltavou | ITF $10.000 | Sand  | Jana Jablonovská | Veronika Kolářová Petra Krejsová | 7:62, 7:5 |

## Karrierestatistik und Turnierbilanz

### Einzel
Die letzte Aktualisierung erfolgte nach dem WTA-Turnier in London 2025.
| Turnier                      | 2013              | 2014              | 2015              | 2016      | 2017              | 2018              | 2019              | 2020              | 2021              | 2022              | 2023      | 2024      | 2025      | T / T       | S/N         | Sieg%       |
| ---------------------------- | ----------------- | ----------------- | ----------------- | --------- | ----------------- | ----------------- | ----------------- | ----------------- | ----------------- | ----------------- | --------- | --------- | --------- | ----------- | ----------- | ----------- |
| Australian Open              | –                 | –                 | –                 | –         | –                 | –                 | 1                 | 2                 | HF                | –                 | 2         | –         | 2         | 0 / 5       | 8:5         | 62 %        |
| French Open                  | –                 | –                 | –                 | –         | –                 | Q1                | 2                 | 1                 | 3                 | 3                 | F         | –         | 1         | 0 / 6       | 11:6        | 65 %        |
| Wimbledon                    | –                 | –                 | –                 | –         | –                 | Q2                | VF                | n. a.             | VF                | 1                 | 1         | 1         | 1         | 0 / 6       | 8:6         | 57 %        |
| US Open                      | –                 | –                 | –                 | Q1        | –                 | 3                 | 3                 | AF                | 1                 | 1                 | HF        | HF        |           | 0 / 7       | 17:7        | 71 %        |
| Doha                         | –                 | –                 | a. K.             | –         | a. K.             | –                 | a. K.             | 2                 | a. K.             | –                 | a. K.     | –         | –         | 0 / 1       | 1:1         | 50 %        |
| Dubai                        | a. K.             | a. K.             | –                 | a. K.     | –                 | a. K.             | –                 | a. K.             | –                 | a. K.             | VF        | –         | HF        | 0 / 2       | 7:1         | 88 %        |
| Indian Wells                 | –                 | –                 | –                 | –         | –                 | –                 | –                 | n. a.             | –                 | –                 | VF        | –         | AF        | 0 / 2       | 6:2         | 75 %        |
| Miami                        | –                 | –                 | –                 | –         | –                 | –                 | 2                 | n. a.             | –                 | 3                 | 3         | –         | 3         | 0 / 4       | 6:3         | 67 %        |
| Madrid                       | –                 | –                 | –                 | –         | –                 | –                 | –                 | n. a.             | VF                | 2                 | 2         | –         | –         | 0 / 3       | 5:3         | 63 %        |
| Rom                          | –                 | –                 | –                 | –         | –                 | –                 | –                 | –                 | –                 | 1                 | AF        | –         | –         | 0 / 2       | 3:2         | 60 %        |
| Kanada                       | –                 | –                 | –                 | –         | –                 | –                 | –                 | n. a.             | 1                 | –                 | AF        | –         |           | 0 / 2       | 2:2         | 50 %        |
| Cincinnati                   | –                 | –                 | –                 | –         | –                 | –                 | –                 | 2                 | AF                | –                 | F         | 2         |           | 0 / 4       | 9:4         | 69 %        |
| Peking                       | –                 | –                 | –                 | –         | –                 | –                 | 1                 | nicht ausgetragen | nicht ausgetragen | nicht ausgetragen | –         | F         |           | 0 / 2       | 6:2         | 75 %        |
| Olympische Spiele            | nicht ausgetragen | nicht ausgetragen | nicht ausgetragen | –         | nicht ausgetragen | nicht ausgetragen | nicht ausgetragen | nicht ausgetragen | –                 | n. a.             | n. a.     | 1         | n. a.     | 0 / 1       | 0:1         | 0 %         |
| Billie Jean King Cup         | –                 | –                 | –                 | –         | –                 | –                 | PO                | –                 | –                 | HF                | –         |           |           | 0 / 2       | 2:1         | 67 %        |
| Statistik                    | Statistik         | Statistik         | Statistik         | Statistik | Statistik         | Statistik         | Statistik         | Statistik         | Statistik         | Statistik         | Statistik | Statistik | Statistik | S/N         | S/N         | Sieg%       |
| Turnierteilnahmen            | 3                 | 11                | 22                | 20        | 16                | 14                | 16                | 8                 | 11                | 13                | 14        | 8         | 8         | Gesamt: 164 | Gesamt: 164 | Gesamt: 164 |
| Erreichte Finals             | 0                 | 1                 | 0                 | 5         | 1                 | 3                 | 2                 | 0                 | 0                 | 0                 | 2         | 2         | 0         | Gesamt: 16  | Gesamt: 16  | Gesamt: 16  |
| Gewonnene Titel              | 0                 | 1                 | 0                 | 1         | 0                 | 0                 | 1                 | 0                 | 0                 | 0                 | 0         | 0         | 0         | Gesamt: 3   | Gesamt: 3   | Gesamt: 3   |
| Hartplatz-Siege/-Niederlagen | 7:3               | 7:4               | 11:7              | 21:10     | 5:4               | 15:3              | 28:10             | 7:7               | 10:4              | 8:7               | 28:9      | 15:4      | 12:7      | 174:79      | 174:79      | 69 %        |
| Sand-Siege/-Niederlagen      | 0:0               | 13:5              | 28:14             | 18:8      | 13:10             | 7:4               | 6:2               | 0:1               | 5:3               | 3:3               | 10:3      | 4:2       | 0:1       | 107:56      | 107:56      | 66 %        |
| Rasen-Siege/-Niederlagen     | 0:0               | 0:0               | 0:0               | 0:0       | 6:2               | 3:3               | 4:2               | 0:0               | 4:2               | 0:2               | 0:1       | 2:1       | 1:1       | 20:14       | 20:14       | 59 %        |
| Teppich-Siege/-Niederlagen   | 0:0               | 2:1               | 6:2               | 0:0       | 0:0               | 4:1               | 0:0               | 0:0               | 0:0               | 0:0               | 0:0       | 0:0       | 0:0       | 12:4        | 12:4        | 75 %        |
| Gesamt-Siege/-Niederlagen    | 7:3               | 22:10             | 45:23             | 39:18     | 24:16             | 29:11             | 38:14             | 7:8               | 19:9              | 11:12             | 38:13     | 21:7      | 13:9      | 313:153     | 313:153     | 67 %        |
| Sieg%                        | 70 %              | 69 %              | 66 %              | 68 %      | 60 %              | 73 %              | 73 %              | 47 %              | 68 %              | 48 %              | 75 %      | 75 %      | 59 %      | Gesamt:     | Gesamt:     | 67 %        |
| Jahresendposition            | –                 | 733               | 419               | 208       | 272               | 145               | 21                | 27                | 32                | 149               | 8         | 22        |           | N/A         | N/A         | N/A         |

Zeichenerklärung: S = Turniersieg; F, HF, VF, AF = Einzug ins Finale / Halbfinale / Viertelfinale / Achtelfinale; 1, 2, 3 = Ausscheiden in der 1. / 2. / 3. Hauptrunde; RR = Round Robin (Gruppenphase); n. a. = nicht ausgetragen; a. K. = andere Kategorie; PO (Play-off) = Auf- und Abstiegsrunde im Billie Jean King Cup; K1, K2, K3 = Teilnahme in der Kontinentalgruppe I, II, III im Billie Jean King Cup.
Anmerkung: Diese Statistik berücksichtigt alle Ergebnisse im Einzel bei ITF- und WTA-Turnieren. Als Quelle dient die WTA-Seite der Spielerin. Dargestellt sind nur WTA-Turniere der Kategorien Premier Mandatory und Premier 5 (2009–2020) bzw. die WTA-Turniere der Kategorie 1000 (seit 2021).

### Doppel
| Turnier         | 2019 | 2020 | Karriere |
| --------------- | ---- | ---- | -------- |
| Australian Open | —    | 1    | 1        |
| French Open     | 1    | —    | 1        |
| Wimbledon       | —    |      | —        |
| US Open         | 2    | —    | 2        |